# Церква Преображення Господнього (Війтівці)
Церква Преображення Господнього у Війтівцях — парафія і храм греко-католицької громади Хмельницького деканату Кам'янець-Подільської єпархії Української греко-католицької церкви в смт Війтівці Хмельницької области.

## Історія церкви
Греко-католицька громада в смт Війтівці була заснована у 2004 році з благословення єпископа-помічника Тернопільсько-Зборівської єпархії Василія Семенюка та на прохання місцевого жителя Василя Печенюка і понад десяти сімей. Будівництвом храму та становленням парафії керував о. Володимир Козак.
Попри значні перешкоди з боку УПЦ МП, розпочався процес оформлення документації на земельну ділянку. 1 липня 2005 року єпископ-помічник Василій Семенюк у співслужінні з о. д-ром Михайлом Пастухом та о. Василем Демчишиним освятив хрест і наріжний камінь.
Будівництво храму Преображення Господнього стало можливим завдяки фінансовій підтримці меценатів з української діаспори. Завдяки їхнім пожертвам церкву звели за дуже короткий час. Будівельні роботи виконала бригада Ярослава Чорнія під керівництвом диякона Євгена Зарудного, а штукатурні — бригада Івана Вацлавського.
Освячення новозбудованого храму відбулося 4 грудня 2005 року і його провів єпископ Василій Семенюк. На освяченні був присутній о. Володимир Фірман, економ єпархії, який багато допомагав у будівництві та пожертвував центральний світильник. У 2011 році за участі парафіян з Хмельницького було засновано спільноту «Матері в молитві».

## Парохи
- о. Володимир Козак (2004 — лютий 2012),
- о. Володимир Пилипчук (з 1 лютого 2012).